# 18-я артиллерийская дивизия (вермахт)
18-я артиллерийская дивизия — боевое соединение вермахта. Сформирована на Восточном фронте 1 октября 1943 года на базе разгромленной 18-й танковой дивизии. Единственное обособленное артиллерийское формирование нацистской Германии.

## История
Создана по приказу Гитлера, «вдохновлённого» успешным примером советских артиллерийских дивизий прорыва. Формировалась в полосе группы армий «Юг». Входила в состав 48-го танкового корпуса, в декабре 1943 года дислоцировалась в районе Житомира (см. Днепровско-Карпатская операция). По другим данным, относилась к 24-му танковому корпусу. Однако эти корпуса сражались в одном районе (южнее Киева), поэтому соединение в неизбежной неразберихе отступления могло переходить от одного корпусного командования к другому. Позже дивизия была передана 1-й танковой армии. Попала в Каменец-Подольский котёл в конце марта 1944 года. Остатки дивизии прорвались на запад, потеряв всё тяжёлое вооружение. Официально расформирована в 27 июля 1944 года.

## Состав
- 88-й панцерартиллерийский полк — три дивизиона лёгких гаубиц (в общей сложности, 36 LeFH 18) и самоходный артдивизион обычного для танковых дивизий состава (12 «Веспе» и 6 «Хуммелей»);
- 288-й моторизованный артиллерийский полк — два дивизиона 150-мм гаубиц (24 sFH 18), дивизион 105-мм пушек 10,5 cm schwere Kanone 18 (12 орудий) и дивизион 210-мм мортир 21 cm Mrs.18 (9 орудий);
- 388-й моторизованный артиллерийский полк — один артдивизион с девятью 170-мм пушками 17 cm K.Mrs.Laf; кроме того, в его состав входили дивизион АИР и зенитный дивизион (четыре батареи; в общей сложности, восемь 88-мм, девять 37-мм и 18 20-мм зениток, а также две самоходные счетверённые 20-мм установки на полугусеничных тягачах Sd.Kfz. 7/1;
- транспортный батальон, батальон связи, а также медицинские и ремонтные части.